# Montfort-en-Chalosse
Montfort-en-Chalosse – miejscowość i gmina we Francji, w regionie Nowa Akwitania, w departamencie Landy.
Według danych na rok 1990 gminę zamieszkiwało 1116 osób, a gęstość zaludnienia wynosiła 96 osób/km² (wśród 2290 gmin Akwitanii Montfort-en-Chalosse plasuje się na 388. miejscu pod względem liczby ludności, natomiast pod względem powierzchni na miejscu 956.).